# Syzygium seemannii
Syzygium seemannii är en myrtenväxtart som först beskrevs av Asa Gray, och fick sitt nu gällande namn av Edward Sturt Biffin och Lyndley Alan Craven. Syzygium seemannii ingår i släktet Syzygium och familjen myrtenväxter. Inga underarter finns listade i Catalogue of Life.